# Jota
|  | Aquest article tracta sobre el ball. Si cerqueu la lletra, vegeu «J». |

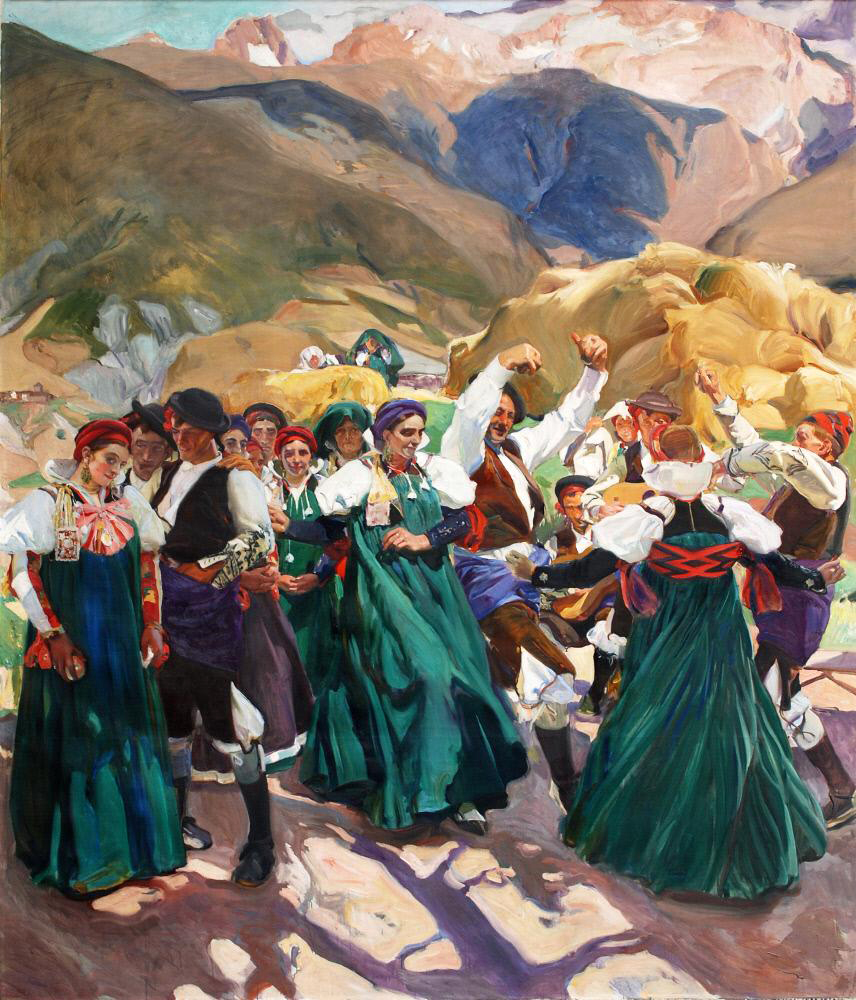
“La Jota”, quadre de Joaquim Sorolla. S'hi representen diverses persones amb el vestit típic d'Ansó ballant aquesta dansa.

La cota o jota és una música tradicional ballada molt estesa per tot Espanya i fins i tot en alguns indrets d'Amèrica Llatina i Filipines. També s'utilitzava com a cant per rondar les fadrines, per als comiats de quintos o per acompanyar les faenes del camp.

## Origen
Pel que fa a l'origen del cant, hi ha hagut una creença, més aviat fantasiosa, que la jota havia estat portada a l'Aragó per un àrab expulsat de València anomenat Aben Jot. Hom el tenia per «inventor» del cant, segons reflecteixen algunes cobles que l'esmenten refugiat a Calataiud al segle xii: 
| « | La jota nació en València y de allí vino a Aragón; Calatayud fue su cuna, a la orilla del Jalón. | » |

Existeixen documents escrits que parlen de la jota com a ball molt generalitzat al Regne de València als segles xiv, xv, xvi, xvii i primera meitat del segle xviii (no s'ha trobat cap document anterior que parli de la jota ni a Aragó ni en el conjunt d'Espanya i la jota aragonesa apareix a final del segle xviii). Destaca un quadre pintat de la inauguració del Palau del Real, Al-Munia en àrab, que va ser construït el 1009 pel rei de Balànsiya Abd-Al-Aziz. Per l'arabista Henri Péres en el quadre es veu a homes i dones ballant una jota. Si la jota va néixer a València és lògic pensar que els jornalers de Requena, Utiel i les seves comarques, que baixaven a la Ribera del Xúquer a la sega de l'arròs a final de setembre a la comarca de Llíria i les terres del Túria a la sega de l'alfals, del cereal i la ceba, al seu retorn comentessin meravellats el ball que havien vist i que es deia jota. Aquesta dansa es va estendre per Requena, Utiel i les seves comarques, i segurament aquests mateixos jornalers van ser els que van començar a transmetre-quan pujaven a la sega del cereal als regnes d'Aragó i de Navarra.
Tanmateix, hom veu més plausible que es remunta al segle xviii a l'Aragó, però la seua màxima expansió es va produir al segle xix.

## Noms
Josep Crivillé i Bargalló ens diu que la teoria àrab sobre l'etimologia del mot jota basada en l'àrab anomenat Aben Jot és gratuïta i fantasiosa. També esmenta que García Arista en un discurs sobre la Jota Aragonesa de l'any 1919 pensa que el nom deu derivar de l'antic verb castellà sotar (del verb llatí saltare), que significava saltar, botar i ballar. El diccionari de la RAE adopta també l'etimologia saltare per al nom de jota. Fins i tot Crivillé ens diu que algun diccionari dona el nom jota com a procedent del basc Jotu, que significa tocar o sonar.
De totes maneres, en castellà hom la coneix amb els noms de: jota, jotilla, jotica, isa… 
En català també tenim diverses maneres d'anomenar-la: 
1. Jota: pronunciat amb so de j castellana.[4] Potser la forma més estesa actualment.
2. Jota: pronunciat a la catalana.
3. Cota: es tracta d'una adaptació tradicional del so del castellà jota. Aquesta adaptació, anomenada queada,[5] de mots castellans al català era usual. Per exemple, quefe per jefe o maco per majo, etc.

- Na Maria balla i bota,
té ses cames de perdiu;
sa mare sempre li diu;
--Maria, balla una “cota”.
(Popular de Mallorca)
La cota m'han dit que cante.
Jo la cota no la sé…
Si em dónes un plat de xulles,
jo la cota cantaré.
A la jota jota del ganxo del llum,
que, si no t'apartes, te'l tiro damunt.
De les alabances i dels malparlats
i dels "mal te quiero" que Déu mo'ne guard.
(Popular de les Terres de l'Ebre)
Ens diu Josep Crivillé respecte d'aquesta corranda: "No tiene nada de particular que la j se haya convertido en c dura en la pronunciación en esas latitudes y que se diga cota en vez de jota. Un tanto más extraño es que en las tonadillas y representaciones escénicas de los primeros tiempos (1760 a 1775), escritas en Madrid, aparezca el nombre de jota escrito con c, como se ha visto que ocurre en la tonadilla de autor anónimo Ama, criada y cortejo, del año 1766. […] es imposible determinar aún cuál de estas palabras es la influida y cuál la que ejerce la influencia y, en consecuencia, cuál de ellas es la base o matriz de la voz jota."
Hi ha nombrosos exemples arreu de les terres de parla catalana que confirmen l'ús de cota en comptes de jota:
- A Tàrbena
-Al Camp de Tarragona és més freqüent cota que jota.
- Ball de coques de l'Arbolí: "Per animar el Ball de Coques o “cota”, com l'anomenaven els més vells, molts anys havien pujat […] Joan Martorell i Juncosa […] havia ballat la “cota” mentre es va tocar.”
-Ball de coques de Pradell de la Teixeta: "Hi ha moltes persones grans que es recorden d'haver vist ballar coques com una “cota”".
-Ball de majorales d'Ulldemolins
-A l'Arxiu de Sant Felip Neri de Palma hi apareix tant cota com jota, segons en Joan Eugeni Canyelles (músic, historiador i investigador).
-Al sainet En la velà d'un albat (1865) en què s'enumeren els gèneres de ball que interpreten els músics: 
Tomasa: 
- I mos tocareu la cota, 
el fandango rebolcat;
la de l'u, la granadina;
viva, viva la borina.
- Segons el folklorista Joan-Antoni Cerdà i Mataix: “Al País Valencià, la paraula jota s'ha pronunciat tradicionalment amb el so castellà /x/, encara que en algunes comarques s'emprava abans el terme cota, que hauria de ser reconegut per la normativa.”

## Extensió del ball als Països Catalans

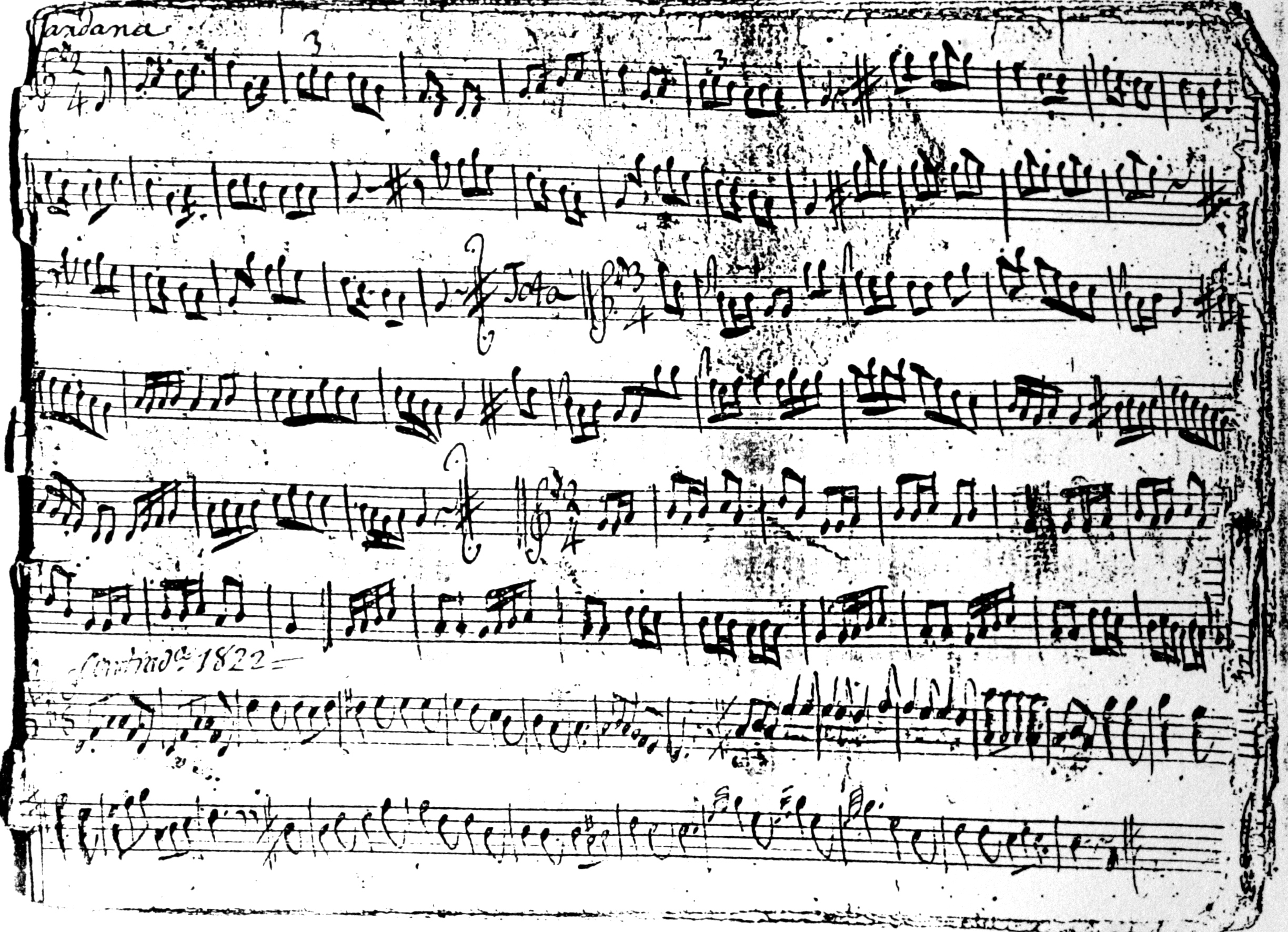
Jota, sardana i contradansa en un quadern de llibertats d'orgue ~ 1820 conservat a l'arxiu de la Seu de Lleida

Actualment té menys extensió del que havia gaudit aquest ball. Ara sobretot es balla al País Valencià, Mallorca, Menorca, les Terres de l'Ebre, la Franja de Ponent i en contextos folk de Barcelona i altres ciutats. Havia gaudit, però, de molta salut al Priorat i al Camp de Tarragona. Fins i tot a les terres del Pla de Lleida i del Pirineu. I se n'han cantat com a cotes de ronda, en bona part del país. Malgrat tot, algunes recerques de l'Obra del Cançoner Popular les defugien, perquè no les creien prou catalanes.

### Catalunya
És una dansa de parella, oberta a la comunitat, amb unes exigències tècniques mínimes –fet que no exclou que els balladors puguin destacar en habilitat– i que s'interpreta sovint en el marc de rituals festius en els quals les autoritats civils o festives inicien la dansada.
És un ball viu i alegre, provocatiu, en el qual els balladors insinuen el contacte físic amb la parella sense que aquest arribi a produir-se. Sol denominar-se pel nom genèric de ball de plaça –en contraposició al ball d'envelat– o dansada, però també pot agafar la denominació de les persones que obren el ball –cap de dansa, ball de majorales–, d'una peça de roba que porten els balladors –com el ball de mantons– o de menjar que porten a la mà –com els balls de coques o de tortades.
Generalment, els balladors, per parelles, es disposen en una renglera que sol tancar-se, a l'entorn d'una foguera, a les festes d'hivern, o dels mateixos músics. Les melodies, de compàs ternari, són interpretades per diferents formacions musicals, des de conjunts de gralles i tabal fins a formacions de corda o de vent, les més habituals.
Les jotes cantades i les dansades presenten nombrosos punts de contacte en estructura musical. Constitueixen una forma de comunicació generalment associada al festeig o a la festa. Les rondes, interpretades per colles de joves que s'organitzaven per anar a cantar a les noies a la nit, sovintejaven en els moments de l'any en què les feines del camp eren menys feixugues.
Aquest ball té un compàs ternari i presenta una estructura harmònica basada en l'alternança de quatre compassos de tònica i quatre de dominant. Se'n distingeix una part instrumental i una part cantada, formada per set frases musicals. Així i tot, les composicions actuals de jota s'alliberen en moltes ocasions d'aquest tret. A vegades també presenta una tornada cantada. Normalment s'interpreta amb guitarra i guitarró, als quals solen afegir-se instruments de plectre com la bandúrria i el llaüt. Tampoc poden faltar instruments de percussió com les castanyoles, la pandereta i els ferrets.
A Catalunya, l'Acord 57/2011, de 22 de març, declara la Jota element festiu patrimonial d'interès nacional.
Les cançons tracten temes diversos. La temàtica amorosa és dominant, però no l'única. Les rondes transmeten l'opinió d'un grup social, com poden ser els fadrins, membres d'una colla o societat, sobre els esdeveniments col·lectius. Són espais de llibertat en els quals pot aparèixer la crítica a les persones o a l'ordre social que ben sovint són motiu de conflicte. Per això, també han estat una forma d'expressió política.
A les comarques del Baix Ebre i el Montsià, és ben viu el costum d'improvisar jotes versades, a càrrec de cantadors, en el marc de les festes. El cantador, tradicionalment un home (però ara no necessàriament), acompanyat d'una rondalla, formació musical que pren el nom de l'acció de rondar. És el que al País Valencià s'anomenen les albades, acompanyades de dolçaina i tabal. Al Principat, la formació musical va passar a ser de corda –guitarra, guitarró, bandúrria…– amb algun instrument de vent de metall. No hi manca alguna percussió per a l'acompanyament rítmic. La tonada, de melodia fixa, s'atura quan el cantador aixeca la mà, senyal que ja té preparada la cobla. La canta i, entre estrofa i estrofa, la rondalla torna a interpretar la jota.
Les cançons dels cantadors eren d'encàrrec, es pagaven i es dedicaven a les persones per a les quals havien estat encomanades. Hi ha un repertori de salutació, als amos de la casa o a les autoritats presents a la festa, i de comiat. El prestigi d'un cantador es troba, en bona part, en l'habilitat per improvisar cobles i adequar-les a cada situació.
Sovint, a les Terres de l'Ebre, la jota cantada improvisada (l'expressió cantada de la jota) funciona en paral·lel amb la jota ballada. És a dir, els glossadors o improvisadors dels versos cantats, sempre acompanyats de la rondalla / els músics, no apareixen acompanyats de balladors, i l'expressió ballada de la jota tampoc no sol acompanyar-se del cant, només de la música.
La jota cantada improvisada de les Terres de l'Ebre entronca amb la tradició de les gloses de les Illes Balears, de les albaes del País Valencià, de les corrandes de certes parts de Catalunya incloent la Catalunya del Nord, del garrotin dels gitanos de Lleida, i dels bertsolaris bascos, per posar alguns exemples.
En tot cas, la jota, cantada o ballada, és en definitiva un gènere tradicional i popular que possibilita la comunicació, la relació entre les persones, l'afirmació del prestigi, la crítica social i la construcció de la identitat territorial.
Alguns versos com a exemple:
- Al carrer del mig, no hi podem anar,
perquè l'altra nit,
nos van arruixar.
Nos van arruixar,
nos van arruixar.

- Les plegadores d'aulives
diuen que no beuen vi
i, per baix de l'aulivera,
se'l beuen en un topí.

- Música te'n fai Antònia
amb un carabassinol;
si esta nit no estàs contenta,
tornaré demà a les nou.

- Quan era xicotet,
anava a caçar granotes.
I ara que ja sóc grandet
vaig a caçar xicotes.

- Les xiques de Badaluc
són poques i batxilleres;
s'han fet un canyut de canya
i escolten per les gateres.

- Una barca pel riu baixa
carregada d'estisores,
per a tallar-ne la llengua
a les xiques parladores.

- Ta mare te'n diu bandera,
jo li dic que té raó,
perquè les banderes bones
van davant la processó.

- Quan era xicotet
portava calçons de vela
i ara que sóc grandet
se m'arronsa la mustela.